# Omniturm
Omniturm är en 189,9 meter hög skyskrapa med 46 våningar i Frankfurt am Main i Tyskland. Det är landets sjätte högsta byggnad.
Höghuset ligger i bankkvarteren där Bankhaus Metzler, Tysklands näst äldsta bank, tidigare hade sitt huvudkontor. Fastigheten förvärvades 2015 av det amerikanska fastighetsbolaget Tishman Speyer, som lät riva ned bankhuset och året efter började bygga nytt. I september 2018 övertogs det ofärdiga bygget av Commerz Real, som ägs av intilliggande Commerzbank.
Omniturm, som har ritats av arkitektgruppen BIG, inrymmer både kontor och lägenheter. Kontorsutrymmena finns i de nedersta och översta våningarna, medan våningsplan 15 till 23, som är förskjutna upp till fem meter från lodlinjen, är bostäder.